# Puchar Świata w biegach na nartorolkach 2024
Puchar Świata w biegach na nartorolkach 2024 to kolejna edycja tej imprezy. Cykl rozpoczął się 17 lipca 2024 r. w łotewskiej Madonie, a zakończył 15 września tego samego roku we włoskim Ziano di Fiemme podczas Mistrzostw Świata w Biegach na Nartorolkach 2024. 
Obrońcami Kryształowych Kul byli: Szwedka Linn Sömskar oraz Włoch Tommaso Dellagiacoma. Podobnie jak przed rokiem najlepszą wśród kobiet okazała się Szwedka Linn Sömskar, natomiast wśród mężczyzn nowym triumfatorem klasyfikacji generalnej okazał się Łotysz Raimo Vīgants.

## Kalendarz i wyniki

### Kobiety
| Lp                                                                      | Data             | Miejscowość     | Dystans                                        | 1. miejsce                              | 2. miejsce                                      | 3. miejsce                                         |
| ----------------------------------------------------------------------- | ---------------- | --------------- | ---------------------------------------------- | --------------------------------------- | ----------------------------------------------- | -------------------------------------------------- |
| 1.                                                                      | 17 lipca 2024    | Madona          | 10 km s. dowolnym                              | Linn Sömskar                            | Kaidy Kaasiku                                   | Keidy Kaasiku                                      |
| 2.                                                                      | 18 lipca 2024    | Madona          | Sprint drużynowy 2x5.1 km s. klasycznym        | Szwecja I Ebba Stenman · Linn Sömskar   | Estonia I Keidy Kaasiku · Kaidy Kaasiku         | Szwecja II Johanna Holmberg · Ella Selmosson       |
| 3.                                                                      | 20 lipca 2024    | Madona          | Sprint na 200 m s. dowolnym                    | Linn Sömskar                            | Tena Hadžić                                     | Ebba Stenman                                       |
| 4.                                                                      | 21 lipca 2024    | Madona          | 20 km s. dowolnym (start masowy)               | Linn Sömskar                            | Patrīcija Eiduka                                | Maria Eugenia Boccardi                             |
| 5.                                                                      | 14 sierpnia 2024 | Szczuczyńsk     | Sprint na 200 m s. dowolnym                    | Jackline Lockner                        | Linn Sömskar                                    | Alba Mortagna                                      |
| 6.                                                                      | 15 sierpnia 2024 | Szczuczyńsk     | Sprint drużynowy mieszany 2x4.2 km s. dowolnym | Szwecja I Linn Sömskar · Simon Karlsson | Kazachstan II Darja Riażko · Jernar Nursbekow   | Szwecja II Ebba Stenman · Erik Fransson            |
| 7.                                                                      | 17 sierpnia 2024 | Szczuczyńsk     | 10 km s. klasycznym                            | Linn Sömskar                            | Ebba Stenman                                    | Ksienija Szałygina                                 |
| 8.                                                                      | 18 sierpnia 2024 | Szczuczyńsk     | 16 km s. dowolnym (start masowy)               | Linn Sömskar                            | Maria Eugenia Boccardi                          | Ebba Stenman                                       |
| Mistrzostwa Świata w Biegach na Nartorolkach 2024 (12–15 września 2024) |                  |                 |                                                |                                         |                                                 |                                                    |
| 9.                                                                      | 12 września 2024 | Ziano di Fiemme | 15 km s. dowolnym (start masowy)               | Linn Sömskar                            | Karoline Grøtting                               | Stefania Corradini                                 |
| 10.                                                                     | 13 września 2024 | Ziano di Fiemme | Sprint na 200 m s. dowolnym                    | Alba Mortagna                           | Linn Sömskar                                    | Jackline Lockner                                   |
| 11.                                                                     | 14 września 2024 | Ziano di Fiemme | Sprint drużynowy 2x11 km s. dowolnym           | Szwecja Ebba Stenman · Linn Sömskar     | Norwegia Karoline Grøtting · Victoria Nitteberg | Włochy Stefania Corradini · Maria Eugenia Boccardi |
| 12.                                                                     | 15 września 2024 | Ziano di Fiemme | 15 km s. klasycznym (start masowy)             | Linn Sömskar                            | Kaidy Kaasiku                                   | Keidy Kaasiku                                      |

### Mężczyźni
| Lp                                                                      | Data             | Miejscowość     | Dystans                                        | 1. miejsce                                 | 2. miejsce                                          | 3. miejsce                              |
| ----------------------------------------------------------------------- | ---------------- | --------------- | ---------------------------------------------- | ------------------------------------------ | --------------------------------------------------- | --------------------------------------- |
| 1.                                                                      | 17 lipca 2024    | Madona          | 15 km s. dowolnym                              | Matteo Tanel                               | Martin Himma                                        | Riccardo Lorenzo Masiero                |
| 2.                                                                      | 18 lipca 2024    | Madona          | Sprint drużynowy 2x5.1 km s. klasycznym        | Łotwa I Lauris Kaparkalējs · Raimo Vīgants | Norwegia Andreas Bergsland · Hermann Skram Botterud | Szwecja Erik Fransson · Simon Karlsson  |
| 3.                                                                      | 20 lipca 2024    | Madona          | Sprint na 200 m s. dowolnym                    | Emanuele Becchis                           | Michele Valerio                                     | Lauris Kaparkalējs                      |
| 4.                                                                      | 21 lipca 2024    | Madona          | 20 km s. dowolnym (start masowy)               | Raimo Vīgants                              | Riccardo Lorenzo Masiero                            | Tommaso Dellagiacoma                    |
| 5.                                                                      | 14 sierpnia 2024 | Szczuczyńsk     | Sprint na 200 m s. dowolnym                    | Emanuele Becchis                           | Michele Valerio                                     | Raimo Vīgants                           |
| 6.                                                                      | 15 sierpnia 2024 | Szczuczyńsk     | Sprint drużynowy mieszany 2x4.2 km s. dowolnym | Szwecja I Linn Sömskar · Simon Karlsson    | Kazachstan II Darja Riażko · Jernar Nursbekow       | Szwecja II Ebba Stenman · Erik Fransson |
| 7.                                                                      | 17 sierpnia 2024 | Szczuczyńsk     | 10 km s. klasycznym                            | Matteo Tanel                               | Witalij Puchkało                                    | Władisław Kowalow                       |
| 8.                                                                      | 18 sierpnia 2024 | Szczuczyńsk     | 20 km s. dowolnym (start masowy)               | Raimo Vīgants                              | Simon Karlsson                                      | Władisław Kowalow                       |
| Mistrzostwa Świata w Biegach na Nartorolkach 2024 (12–15 września 2024) |                  |                 |                                                |                                            |                                                     |                                         |
| 9.                                                                      | 12 września 2024 | Ziano di Fiemme | 15 km s. dowolnym (start masowy)               | Raimo Vīgants                              | Amund August Korsæth                                | Martin Himma                            |
| 10.                                                                     | 13 września 2024 | Ziano di Fiemme | Sprint na 200 m s. dowolnym                    | Emanuele Becchis                           | Jostein Olafsen                                     | Michele Valerio                         |
| 11.                                                                     | 14 września 2024 | Ziano di Fiemme | Sprint drużynowy 2x11 km s. dowolnym           | Łotwa Lauris Kaparkalējs · Raimo Vīgants   | Włochy Tommaso Dellagiacoma · Matteo Tanel          | Szwecja Erik Fransson · Simon Karlsson  |
| 12.                                                                     | 15 września 2024 | Ziano di Fiemme | 15 km s. klasycznym (start masowy)             | Imanol Rojo                                | Andreas Bergsland                                   | Kasper Herland                          |

## Klasyfikacje

### Kobiety
| Lp. | Zawodniczka            | Punkty |
| --- | ---------------------- | ------ |
| 1.  | Linn Sömskar           | 925    |
| 2.  | Ebba Stenman           | 714    |
| 3.  | Maria Eugenia Boccardi | 685    |
| 4.  | Anna Mielnik           | 664    |
| 5.  | Victoria Nitteberg     | 616    |
| 6.  | Elisa Sordello         | 499    |
| 7.  | Alba Mortagna          | 477    |
| 8.  | Tena Hadžić            | 430    |
| 9.  | Kitija Auziņa          | 402    |
| 10. | Ella Selmosson         | 350    |

| Lp. | Zawodniczka            | Punkty |
| --- | ---------------------- | ------ |
| 1.  | Linn Sömskar           | 325    |
| 2.  | Alba Mortagna          | 303    |
| 3.  | Anna Mielnik           | 243    |
| 4.  | Victoria Nitteberg     | 243    |
| 5.  | Ebba Stenman           | 230    |
| 6.  | Jackline Lockner       | 220    |
| 7.  | Tena Hadžić            | 204    |
| 8.  | Maria Eugenia Boccardi | 194    |
| 9.  | Elisa Sordello         | 176    |
| 10. | Kitija Auziņa          | 155    |

| Lp. | Państwo    | Punkty |
| --- | ---------- | ------ |
| 1.  | Włochy     | 4200   |
| 2.  | Szwecja    | 3740   |
| 3.  | Kazachstan | 2984   |
| 4.  | Ukraina    | 1864   |
| 5.  | Łotwa      | 1820   |
| 6.  | Niemcy     | 1507   |
| 7.  | Norwegia   | 1453   |
| 8.  | Estonia    | 968    |
| 9.  | Litwa      | 683    |
| 10. | Chorwacja  | 640    |

### Mężczyźni
| Lp. | Zawodnik                 | Punkty |
| --- | ------------------------ | ------ |
| 1.  | Raimo Vīgants            | 764    |
| 2.  | Matteo Tanel             | 673    |
| 3.  | Simon Karlsson           | 571    |
| 4.  | Riccardo Lorenzo Masiero | 531    |
| 5.  | Tommaso Dellagiacoma     | 502    |
| 6.  | Emanuele Becchis         | 484    |
| 7.  | Dmitrij Kołomiejec       | 467    |
| 8.  | Erik Fransson            | 455    |
| 9.  | Hermann Skram Botterud   | 419    |
| 10. | Ałmas Karimow            | 383    |

| Lp. | Zawodnik               | Punkty |
| --- | ---------------------- | ------ |
| 1.  | Emanuele Becchis       | 342    |
| 2.  | Michele Valerio        | 317    |
| 3.  | Raimo Vīgants          | 270    |
| 4.  | Artiom Kowalow         | 212    |
| 5.  | Niks Saulītis          | 205    |
| 6.  | Jostein Olafsen        | 200    |
| 7.  | Matteo Tanel           | 170    |
| 8.  | Lauris Kaparkalējs     | 167    |
| 9.  | Ałmas Karimow          | 164    |
| 10. | Hermann Skram Botterud | 156    |

| Lp. | Państwo    | Punkty |
| --- | ---------- | ------ |
| 1.  | Włochy     | 4428   |
| 2.  | Łotwa      | 3143   |
| 3.  | Kazachstan | 2861   |
| 4.  | Szwecja    | 2394   |
| 5.  | Ukraina    | 2148   |
| 6.  | Norwegia   | 1713   |
| 7.  | Estonia    | 859    |
| 8.  | Rumunia    | 786    |
| 9.  | Niemcy     | 675    |
| 10. | Litwa      | 614    |

### Razem (K+M)
| Lp. | Państwo    | Punkty |
| --- | ---------- | ------ |
| 1.  | Włochy     | 8888   |
| 2.  | Szwecja    | 6334   |
| 3.  | Kazachstan | 6205   |
| 4.  | Łotwa      | 4963   |
| 5.  | Ukraina    | 4012   |
| 6.  | Norwegia   | 3238   |
| 7.  | Niemcy     | 2182   |
| 8.  | Estonia    | 1827   |
| 9.  | Litwa      | 1297   |
| 10. | Rumunia    | 1126   |